# Institut Espanyol d'Oceanografia
L'Institut Espanyol d'Oceanografia  (Instituto Español de Oceanografía) (IEO) és un organisme públic de recerca (OPI, Organismo Público de Investigación) espanyol creat el 17 d'abril de 1914 i dedicat a la recerca de les ciències del mar, especialment en allò relacionat amb el coneixement científic dels oceans, la sostenibilitat dels recursos pesquers i el medi ambient marí.
Actualment l'IEO és un Centre Nacional del Consell Superior d'Investigacions Científiques (CSIC), que depèn del Ministeri de Ciència i Innovació.

## Funcions
L'IEO realitza tant recerca bàsica i aplicada com assessorament científic i tecnològic a les administracions públiques en matèria d'oceanografia i ciències del mar. Segons la Llei de Pesca Marítima de 2001, l'IEO és l'organisme investigador y assessor per a la política sectorial pesquera del Govern. A més, és el representant científic i tecnològic d'España en la majoria dels fòrums i organismes internacionals relacionats amb el mar i els seus recursos.
Les seves funcions principals són:
- Recerca científica en oceanografia i ciències del mar i l'estudi multidisciplinar del mar.
- Assessorament a l'Administració General de l'Estat en la seva política pesquera i marina en general.
- Representació d'España en les organitzacions internacionals de pesqueries i ciències marines.
- Promoció de la cooperació en recerca marina a escala regional, nacional i internacional.
- Formar investigadors marins i difondre els coneixements oceanogràfics.

## Història
A finals del S. XIX, naturalistes civils i militars van iniciar els estudis de biologia marina a les costes d'Espanya. Fruit d'aquesta inquietud, el 1886 es va fundar la Estación Marítima de Zoología y Botánica Experimental de Santander, dirigida per Augusto González de Linares i José Rioja, que passaria a dependre científicament del Museu Nacional de Ciències Naturals el 1901, sota la direcció de Ignacio Bolívar.
Més tard, els estudis netament oceanogràfics serien liderats per Odón de Buen, catedràtic universitari que fundaria els Laboratorios costaners de Mallorca i Màlaga el 1906 i el 1911, respectivament. Aquests centres seguirien les directrius científiques estandarditzades per l'Institut-Museu Oceanogràfic de Mònaco.
L'Institut Espanyol d'Oceanografia no es crearia fins al 1914, amb la publicació del Reial Decret de 17 d'abril, que nombrava director al Dr. Odón de Buen i integrava en un sol ens científic els laboratoris de biologia marina de Santander, Mallorca i Màlaga. Posteriorment es crearia la Seu Central a Madrid i es crearien els laboratoris de Vigo (1917) i Canàries a Las Palmas (1927).
Del 1916 al 2007 es publicà la revista científica «Boletín. Instituto Español de Oceanografía», on es podien trobar articles de recerca, revisions temàtiques, notes, monografíes, simposis i congressos sobre biologia, ecologia, física, química, pesqueries, aqüicultura i contaminació, entre altres temes, tant en espanyol com en anglés.

## Organització
Actualment, l'IEO està format per les següents seus:
- IEO Seu Central (Madrid).
- Centre Oceanogràfic d'A Coruña.
- Centre Oceanogràfic de Cadis.
- Centre Oceanogràfic de les Balears (Palma).
- Centre Oceanogràfic de les Canàries (Santa Cruz de Tenerife).
  - Planta Experimental de Cultius Marins de les Canàries.
- Centre Oceanogràfic de Gijón.
- Centre Oceanogràfic de Màlaga (Fuengirola; pròximament es traslladarà a Màlaga).
- Centre Oceanogràfic de Murcia (San Pedro del Pinatar).
  - Planta Experimental de Cultius Marins de Mazarrón.
- Centre Oceanogràfic de Santander.
  - Planta Experimental de Cultius Marins El Bocal.
- Centre Oceanogràfic de Vigo.
  - Planta Experimental de Cultius Marins de Vigo.

A més, l'IEO disposa d'una flota de Bucs Oceanogràfics (B/O) per a la realització de campanyes de recerca oceanogràfica:
- B/O Ángeles Alvariño (2012, 46.7m d'eslora)
- B/O Francisco de Paula Navarro (1987, 30.5m)
- B/O Lura (1981, 14.3m)
- B/O Mytilus (1996, 24m)
- B/O Odón de Buen[3] (previst per 2024, 85m)
- B/O Ramon Margalef (2011, 46.7m).

Aquesta flota es complementa amb embarcacions de petit format per a sortides de curta durada repartides pels diferents Centres Oceanogràfics.